# 慶順王
華（？—前342年），是古朝鲜之箕子朝鲜的君主，子姓。东史年表认为在位於前361年至前342年，諡號慶順王（韓語：경순왕），後王位由兒子詡繼承。